# Anthrax tenuirostris
Anthrax tenuirostris är en tvåvingeart som först beskrevs av Macquart 1850.  Anthrax tenuirostris ingår i släktet Anthrax och familjen svävflugor. Inga underarter finns listade i Catalogue of Life.